# Jonathan Eddy
Jonathan Eddy (ok. 1726–1804) je bil ameriški vojaški častnik in politik, ki je služil v francosko-indijanski vojni in ameriški revolucionarni vojni. Po francosko-indijanski vojni se je naselil v Novi Škotski kot ti. naseljenec Nove Anglije (da so nadomestili izgnane francosko govoreče Akadijce) in postal član Generalne skupščine Nove Škotske. Med ameriško revolucionarno vojno je močno podpiral upor proti kroni. Prebivalce Nove Škotske je spodbujal, naj se pridružijo odprtemu uporu proti kralju Juriju III. in Angliji. Leta 1776 je vodil neuspešen napad na Fort Cumberland in se je bil prisiljen umakniti v Massachusetts, kraj svojega rojstva. Naslednje leto je skupaj s sorojakom Johnom Allanom vodil obrambo Machiasa v Mainu med bitko pri Machiasu (1777). Po vojni je leta 1784 ustanovil skupnost, danes znano kot Eddington, Maine, kjer je tudi umrl.